# Oriental Football Club
El Oriental Football Club, fue un equipo de fútbol de la era amateur del fútbol uruguayo, a comienzos del siglo XX. Nació a iniciativa de un grupo de deportistas y allegados al ambiente futbolístico uruguayo que ya contaban con experiencia y renombre en otros clubes, tal el caso de su principal propulsor, Juan Pena, reconocido futbolista del C.U.R.C.C. y el Belgrano A. C. argentino, que más adelante jugaría en Nacional y Peñarol. También aparecen entre los fundadores Jorge Clulow, Presidente de la Asociación Uruguaya de Fútbol en dos oportunidades y quinto Presidente del Club Atlético Peñarol, Francisco Simón, sexto Presidente de Peñarol, y Germán Arímalo, futbolista de Nacional y de Peñarol
A través de una prueba de suficiencia, el novel club fue admitido en la Primera División, disputando un único Campeonato Uruguayo, en 1909. Se ubicó último con apenas 4 puntos, fruto de una única victoria, dos empates y diecisiete derrotas. Fuera de la primera plana del fútbol uruguayo, "el Oriental" participó durante algunos años en la Federación Anglo - Uruguaya.
Así como varios de los principales nombres del Oriental están relacionados  con Peñarol, es notorio que en mayo de 1910 algo más de cuarenta de sus socios, incluyendo a Pena, Clulow y Simón, se unieron al Club Nacional de Football.

## Datos del club
- Temporadas en 1ª: 1
- Peor puesto en Primera División: 11º (último) (1909)